# Isabel Torres Salas
Isabel Torres Salas   (Conca, 1905 - Granada, 1997) va ser una farmacèutica castellanomanxega, pionera en el seu camp, va ser l'única dona entre els metges i estudiants de postgrau de l'aleshores "Casa de Salud Valdecilla", actual "Hospital Universitario Marqués de Valdecilla", a Santander, durant els anys 30 del segle xx.

## Trajectòria professional
Isabel Torres Salas pertany al grup d'universitàries que van viure en la Residencia de Señoritas, primer centre oficial espanyol destinat a fomentar l'ensenyament universitari entre les dones, seguint el programa de la Institució Lliure d'Ensenyament i de la Junta per a l'Ampliació d'Estudis, que tenia com a objectiu la regeneració del país amb la formació d'una elit intel·lectual que col·loqués a Espanya en els corrents científics i culturals internacionals, dins d'un marc igualitari en el qual la dona pogués participar en la recerca científica en les mateixes condicions que els homes.
Després de llicenciar-se l'any 1928 en Farmàcia per la Universitat Central de Madrid, es va doctorar en la mateixa facultat, on l'any 1932, va presentar la seva tesi doctoral titulada “Contribución al estudio de la composición química de los alimentos españoles”. Des del 1929 estava treballant, en sol·licitar un lloc de formació, en el departament de química de la recentment fundada "Casa de Salud de Valdecilla", amb el que es va convertir en la primera dona de la plantilla de l'hospital, inicialment sense sou.
Durant aquest temps, malgrat el seu interès per la recerca bàsica, fonamentalment sobre vitamines, els seus superiors li van assignar tasques de recerca aplicada, en concret recerques sobre el valor nutricional del menjar consumit a l'hospital, amb la finalitat d'elaborar la dieta apropiada per a cada pacient. Aquest treball li va permetre elaborar l'anomenat “Esquema Dietètic Puyal-Torres”, que va ser pioner en la seva època, ja que relacionava els continguts dels aliments quant a hidrats, grasses i proteïnes, amb vista a obtenir racions completes i equilibrades; la qual cosa va suposar una ruptura amb el maneig habitual de l'alimentació als hospitals de beneficència.
L'any 1934 passa a treballar en l'Institut de Patologia Mèdica que dirigia el doctor Marañón, on coincidirà amb el doctor José Collazo, amb qui treballa sobre l'estructura de les vitamines.
Sol·licita en aquesta època i obté una beca per continuar els seus estudis a Alemanya, on treballa amb el Premi Nobel de Medicina Otto Meyerhoff en el Kaiser Wilhelm Institut de Heidelberg, entre els anys 1934 i 1936, especialitzant-se en fisiologia del múscul i metabolisme intermediari dels hidrats de carboni. Més tard (1936) s'incorpora al Pathologisches Institut de la Universitat de Múnic, on se centra en l'estructura de la vitamina K amb H. Dyckerhoff, dedicant-se, per fi a la recerca bàsica que tant li agradava.
Torna a Santander en 1939, en finalitzar la guerra civil, i és en aquesta ciutat on desenvolupa la seva carrera com a investigadora (i fins al moment de la seva jubilació l'any 1966) en el Laboratori Càntabre, conegut actualment com a IFC, del que va arribar a ser directora tècnica, i on es va dedicar al desenvolupament de formulacions, al control de qualitat, a escriure assajos, a l'elaboració de bones pràctiques de fabricació…

## Reconeixements
Malgrat la seva labor investigadora i als seus assoliments tant professionals com per a les dones en la ciència, Isabel Torres Salas ha estat poc reconeguda, sols queda patent a l'Aula i el Premi que porten el seu nom. Així, de la seva contribució com a dietista, farmacèutica i investigadora queda avui l'Aula Interdisciplinària Isabel Torres d'Estudis de les Dones i del Gènere de la Universitat de Cantàbria, constituïda l'any 2004, i el Premi Isabel Torres a recerques sobre aquestes matèries, que l'esmentada Aula atorga cada dos anys.